# Boura
Boura is een gemeente (commune) in de regio Sikasso in Mali. De gemeente telt 22.200 inwoners (2009).
De gemeente bestaat uit de volgende plaatsen:
- Banga
- Boura
- Dorokouma
- Gouama
- Kian
- Koloni
- Komé
- Kouloumassala
- Koun
- Ping
- Mougna
- Oufrouna
- Sanhouan
- Sougoudian
- Tasso